# ...Like Cologne
...Like Cologne es un EP en vivo de la banda de rock alternativo estadounidense Queens of the Stone Age. Fue publicado el 22 de noviembre de 2013 mediante la página de streaming musical Spotify. El EP fue grabado durante un concierto en vivo en el Kulturirche Köln de la ciudad alemana de Colonia.
Incluye versiones acústicas de «Long Slow Goodbye» del álbum Lullabies to Paralyze, «The Vampyre of Time and Memory» y «I Sat by the Ocean», ambas del álbum ...Like Clockwork.
Estas 3 canciones formaron parte de la gira promocional que ha hecho la banda por Europa, Australia y Estados Unidos. Además, la banda lanzó un video promocional interactivo con la canción «The Vampire of Time and Memory».

## Lista de canciones
| N.º   | Título                           | Álbum                 | Duración |  |
| 1.    | «Long Slow Goodbye»              | Lullabies to Paralyze | 5:39     |  |
| 2.    | «The Vampyre of Time and Memory» | ...Like Clockwork     | 3:51     |  |
| 3.    | «I Sat by the Ocean»             | ...Like Clockwork     | 4:36     |  |
| 14:16 |                                  |                       |          |  |

## Créditos
- Josh Homme – vocalista, guitarra, piano.
- Troy Van Leeuwen – guitarras, coros, teclados.
- Dean Fertita – teclados, guitarras, coros, piano, órgano.
- Michael Shuman – bajo, coros.
- Jon Theodore – batería, percusión.